# Docteur Petiot
Docteur Petiot je francouzský hraný film z roku 1990, který režíroval Christian de Chalonge podle vlastního scénáře. Snímek měl světovou premiéru 19. září 1990.

## Děj
Film vypráví o životě doktora Petiota, francouzského lékaře, který byl jedním z nejhorších sériových vrahů. V letech 1941-1944 nalákal do svého domu č. 21 na rue Le Sueur v Paříži desítky lidí, které poté zavraždil a následně spálil.
Během procesu se přihlásil k odpovědnosti za 63 vražd, které měl spáchat na Němcích a kolaborantech. Ve skutečnosti ale byli jeho oběťmi především Židé, kteří se snažili uprchnout před nacistickou perzekucí a kterým slíbil, že jim pomůže opustit Francii.
Byl odsouzen k trestu smrti za vraždu 27 lidí a popraven v roce 1946.

## Obsazení
| Michel Serrault     | Marcel Petiot          |
| Pierre Romans       | Drezner                |
| Zbigniew Horoks     | Nathan Guzik           |
| Bérangère Bonvoisin | Georgette Petiot       |
| Olivier Saladin     | první agent            |
| André Julien        | Forestier              |
| Nini Crépon         | Collard                |
| Maxime Collion      | Gérard Petiot          |
| Aurore Prieto       | paní Guzik             |
| André Chaumeau      | Célestin Nivelon       |
| Axel Bogousslavsky  | Louis Rossignol        |
| Maryline Even       | matka nemocného dítěte |
| Nita Klein          | paní Kern              |
| Dominique Marcas    | paní Valéry            |
| Martine Mongermont  | Cécile Drezner         |
| Julien Verdier      | lékárník               |
| Lorella Cravotta    | Petiotova sousedka     |